# Giovanni Rorutesu
Giovanni Rorutesu (in giapponese 山科 勝成?, Yamashina Rokurozaemon Katsunari; fl. XVI secolo) è stato un religioso e condottiero italiano, ospitaliere, che divenne un samurai gaijin a servizio del daimyō Gamō Ujisato.
Giunse in Giappone con il missionario gesuita Organtino Gnecchi Soldo, il suo vero cognome, probabilmente era Roltes, ma al suo arrivo in Giappone, fu registrato con il cognome "Rorutesu".
Il 5 ottobre 1577 si presentò con una lettera di raccomandazione al daimyō Gamou Ujisato, che, dopo una lunga discussione fra i membri fu accettato e cambiò il suo nome in Yamashina Rokurozaemon Katsunari. Giovanni servì fedelmente il suo padrone e costruì varie armi per i suoi soldati, divenendone poi comandante. La gente lo definiva come "un esperto nella geografia, nell'astronomia e nella strategia militare" e combatté nella battaglia di Komaki e Nagakute e l'assedio di Kaganoi.
Ritornò in Italia, a Roma, come messaggero sotto il comando di Ujisato il 13 maggio 1584 sia per incontrare il Papa che acquistare armi. Ritornò in Giappone nel novembre del 1586. Dopo il suo ritorno servì nella campagna di Kyūshū e Odawara (1587-1590)

## Biografia
Non si conoscono con precisione gli anni della sua gioventù. Probabilmente fu un Cavaliere Ospitaliere dell'Ordine di San Giovanni, parte dei Cavalieri Cristiani con base a Malta.
Non si sa esattamente quando lasciò l'Ordine : insieme al missionario gesuita Organtino Gnecchi Soldo, sbarcò in Giappone e servì il signore della Corte Ise Kameyana, Seki Kazumasa. Rivestì il ruolo di "Samurai Straniero" per conto del daimyō cristiano Gamou Ujisato.
Venne battezzato dallo stesso damiyō con il nome giapponese Yamashina Rokurozaemon Katsunari. Ebbe un ruolo decisivo nella conquista di Kyushu partecipando all'assalto del castello Ganjaku : trainando dei cannoni con i cavalli riuscì ad abbattere le mura del castello.
Yamashina era ben preparato per quanto riguarda l'uso dei cannoni, armi da fuoco portatili e scherma in stile occidentale. Dopo la morte del damiyo Gamou Ujisato presumibilmente lasciò il Giappone, ma fu ferito a morte durante il viaggio.

## Fonti e Documenti scritti
- Le prove dell'esistenza di un vassallo italiano di Ujisato chiamato Katsunari Yamashina, sono menzionate in un manoscritto dal nome "Goyuuhitsu-Nikki-Shouryaku".
- Il Goyuuhitsu-Nikki fu introdotto da un saggio di Shujirou Watanabe intitolato: "Fonti e teorie dell'inviato di Gamou Ujisato venuto da Roma." Venne pubblicato in una rivista taiyou nell'ottobre del 1904[2]
- Il fatto che Ujisato inviò qualcuno a Roma venne descritto nei documenti diplomati del Ministero degli Esteri e degli Affari del Giappone, dove attirò anche l'attenzione da parte di alcuni studiosi.
- Watanabe trovò il Goyuuhitsu-Nikki nella casa di Gamou Ujisato, diario appartenuto anche ad altri discendenti di Ujisato. Watanabe affermò che era un manoscritto originale del clan dei Gamou usato come fonte dagli Archivi Diplomatici del Giappone.
- Kozo Iwanabe disse che il nome di un italiano (Rortes/Roltes) era scritto nel manoscritto Goyuuhitsu-Nikki, scoperto da Shujirou Watanabe nel 1904.
- Il Goyuuhitsu-Nikki venne scritto nel 1642 da Gozaemon Ohno.
- Il 5 ottobre 1577[3] fu inviata una lettera a Kanuemon Sotoike, la lettera diceva: "Un uomo di nome Roltes ha detto di essere venuto da Roma e vuole essere assunto come servitore"